# Mavretanija (antika)
Antična Mavretanija je latinsko ime za regijo v antičnemu Magrebu. Razširila se je od osrednje današnje Alžirije do Atlantika, in zajemala severni današnji Maroko, ter od Sredozemlja na severu do gorovja Atlas. Njeni domači prebivalci, berberskega porekla, so bili Rimljanom znani kot Mavri in Masaesili.
Leta 25 pred našim štetjem so kralji Mavretanije postali rimski vazali do približno leta 44 našega štetja, ko je bilo območje priključeno Rimu in razdeljeno na dve provinci: Mauretania Tingitana in Mauretania Caesariensis. Krščanstvo se je tam širilo od 3. stoletja dalje. Potem ko so muslimanski Arabci podredili regijo v 7. stoletju, je islam postal prevladujoča vera.

## Mavrsko kraljestvo
Mavretanija je obstajala kot plemensko kraljestvo berberskega ljudstva Mauri. V zgodnjem 1. stoletju je Strabon zapisal Maûroi (grško Μαῦροι) kot domače ime ljudstva nasproti Iberskega polotoka. To poimenovanje je bilo sprejeto v latinščino, medtem ko je bilo grško ime za pleme Mauroúsii (Μαυρούσιοι). Sredozemska obala Mavretanije je imela komercialna pristanišča za trgovanje s Kartagino že pred 4. stoletjem pr. n. št., vendar so notranjost nadzorovala berberska plemena, ki so se v regiji uveljavila v železni dobi.
Kralj Atlas je bil legendarni kralj Mavretanije, ki so mu pripisali izum nebesnega globusa. Prvi znani zgodovinski kralj Maurov, Baga, je vladal med drugo punsko vojno 218–201 pr. n. št. Mauri so bili v tesnem stiku z Numidijo. Bocchus I. (110 pr. n. št.) je bil morda tast numidijskega kralja Jugurte.
Po smrti kralja Boccha II. leta 33 pr. n. št. je Rim neposredno upravljal regijo od 33 pr. n. št. do 25 pr. n. št. Mavretanija je sčasoma postala vazalno kraljestvo Rimskega cesarstva leta 25 pr. n. št., ko so Rimljani postavili Jubo II. Numidijskega za svojega vazalnega kralja. Po njegovi smrti leta 23 n. št. ga je nasledil njegov rimsko izobraženi sin Ptolemaj Mavretanski. Cesar Kaligula je leta 40 našega štetja dal usmrtiti Ptolemaja. Rimski cesar Klavdij I. je Mavretanijo neposredno priključil kot rimsko provinco leta 44 našega štetja in jo postavil pod cesarskega guvernerja (bodisi prokuratorja Avgustija ali legatus Augusti pro praetore).

## Kralji
| Ime                 | Vladal                         | opomba                                                                           | slika |
| ------------------- | ------------------------------ | -------------------------------------------------------------------------------- | ----- |
| Atlas               | 6. stol. pr. n. št.            | Mitski kralj Mavretanije                                                         |       |
| Baga                | 225 pr. n. št.                 |                                                                                  |       |
| Bocchus I.          | ok. 110 – ok. 80-ta pr. n. št. |                                                                                  |       |
| Mastanesosus        | ok. 80-ta – 49 pr. n. št.      |                                                                                  |       |
| Bogud               | 49 – ok. 38 pr. n. št.         | sovladar z Bocchusom II.                                                         |       |
| Bocchus II.         | 49 – ok. 33 pr. n. št.         | sovladar z Bogudom                                                               |       |
| Juba II.            | 25 pr. n. št. – 23 n. št.      | rimski vazalni kralj                                                             |       |
| Ptolamj Mavretanski | 20 – 40 n. št.                 | zadnji kralj Mavretanije Začel vladati kot sovladar z Jubo II. Kaligula ga ubije |       |

## Rimske province
V 1. stoletju našega štetja je cesar Klavdij I. razdelil rimsko provinco Mavretanijo na: Cezarejsko Mavretanijo (Mauretania Caesariensis) in Tingiško Mavretanijo (Mauretania Tingitana) ob liniji reke Muluča (Muluja), približno 60 km zahodno od sodobnega Orana:
- Tingiška Mavretanija je dobila ime po glavnem mestu Tingis (zdaj Tanger); ustrezal je severnemu Maroku (vključno s sedanjimi španskimi enklavami).
- Cezarejska Mavretanija je dobila ime po glavnem mestu Cezareji (zdaj Cherchel); in je obsegala zahodno in osrednjo Alžirijo.

Mavretanija je cesarstvu dala enega cesarja, konjenika Makrina. Oblast je prevzel po atentatu na Karakalo leta 217, vendar ga je Elagabal naslednje leto premagal in usmrtil.
Tetrarhijska reforma cesarja Dioklecijana (293) je območje nadalje razdelila na tri province, saj je bila majhna, najbolj vzhodna regija Sitifensis odcepljena od Cezarejske Mavretanije.
Notitia Dignitatum (ok. 400) jih omenja kot še vedno obstoječe, dve pa sta pod oblastjo vikarja afriške škofije:
- A Dux et praeses provinciae Mauritaniae et Caesariensis, tj. rimski guverner ranga Vir spectabilis, ki je imel tudi visoko vojaško poveljstvo dux, kot nadrejeni osmim poveljnikom obmejnih garnizij, od katerih se je vsak imenoval Praepositus limitis ..., ki mu sledijo (genitivne oblike) Columnatensis, Vidensis, inferioris (tj. spodnja meja), Fortensis, Muticitani, Audiensis, Caputcellensis in Augustensis.
- (Civil) Praeses v provinci Mavretanija Sitifensis.

In pod vodstvom vikarja škofije Hispaniae:
- Comes rei militaris Tingiške Mavretanije, prav tako uvrščen kot vir spectabilis, zadolžen za naslednje poveljnike mejne garnizije (Limitanei):
  - Poveljnik Herkulovega krila v Tamuku
  - Tribun druge kohorte Špancev pri Dugi
  - Tribun prve Herkulove kohorte v Avluku
  - Tribun prve kohorte Itirajcev v Castrabarensisu
  - Še ena tribuna kohorte na Sali
  - Tribun Pacatijeve legije v Pacatiani
  - Tribun tretje kohorte Asturuma v Tabernasu
  - Tribun friglanske kohorte v trdnjavi Friglas ali Frigija blizu Liksa[11]

in ki so mu bile dodeljene tri izredne konjeniške enote:
- - Starejši vitezi ščita
  - Starejši lokostrelci
  - Vitezi iz Corduena
- Praeses (civilni guverner) iste province Tingitana

## Pozna antika

### Mavro-rimsko kraljestvo
Med krizo v 3. stoletju so dele Mavretanije ponovno osvojila berberska plemena. Neposredna rimska oblast je do konca 3. stoletja postala omejena na nekaj obalnih mest (kot sta Septem v Tingiški Mavretaniji in Cherchel v Cezarejski Mavretaniji.
Zgodovinski viri o celinskih območjih so redki, vendar so jih očitno nadzorovali lokalni berberski vladarji, ki pa so ohranili določeno stopnjo rimske kulture, vključno z lokalnimi mesti, in običajno nominalno priznavali vrhovnost rimskih cesarjev.
Zahodno kraljestvo, ki je bilo bolj oddaljeno od Vandalskega kraljestva, je bilo Altava, mesto, ki se je nahajalo na mejah Mauretania Tingitana in Caesariensis .... Jasno je, da je bilo mavrsko-rimsko kraljestvo Altava popolnoma znotraj zahodnega latinskega sveta, ne le zaradi lokacije, ampak predvsem zato, ker je sprejelo vojaško-versko-sociokulturno-upravno organizacijo Rimskega imperija ...
Na napisu iz Altave v zahodni Alžiriji se je eden od teh vladarjev, Masuna, opisal kot rex gentium Maurorum et Romanorum (kralj rimskih in mavrskih ljudstev). Altava je bila kasneje prestolnica drugega vladarja, Garmula ali Garmulesa, ki se je upiral bizantinski vladavini v Afriki, vendar je bil končno poražen leta 578.
Bizantinski zgodovinar Prokopij omenja še enega neodvisnega vladarja, Mastiga, ki je v 530. letih nadzoroval večino Mavretanije Caesariensis. V 7. stoletju je bilo osem rimsko-mavrskih kraljestev: Altava, Ouarsenis, Hodna, Aures, Nemenchas, Capsa, Dorsale(ar) in Cabaon.
Zadnji odpor proti arabskemu vdoru so v drugi polovici 7. stoletja vzdrževala predvsem rimsko-mavrska kraljestva – z zadnjimi bizantinskimi četami v regiji – pod vodstvom krščanskega kralja Altave Cecilija, a se je kasneje končala s popolnim porazom leta 703 našega štetja (ko je v bitki umrla kraljica Kahina).

### Vandalsko kraljestvo
Vandali so osvojili rimsko provinco v začetku leta 420.
Mesto Hippo Regius je padlo v roke Vandalom leta 431 po dolgotrajnem obleganju, prav tako je leta 439 padla Kartagina. Teodozij II. je leta 441 poslal ekspedicijo, da bi se spopadla z Vandali, ki ji ni uspelo napredovati dlje od Sicilije. Zahodno cesarstvo pod Valentinijanom III. je leta 442 sklenilo mir z Vandali in potrdilo njihov nadzor nad prokonzularno Afriko. Naslednjih 90 let je bila Afrika trdno pod vandalskim nadzorom. Vandali so bili iz Afrike pregnani v vandalski vojni leta 533–534, od takrat pa je Mavretanija vsaj nominalno ponovno postala rimska provinca.
Stare province rimske škofije Afrike so večinoma ohranili Vandali, vendar so bili veliki deli, vključno s skoraj celotno Mauretanio Tingitano, večino Mauretania Caesariensis in Mauretania Sitifensis ter veliki deli notranjosti Numidije in Bizacene, izgubljeni zaradi vdorov berberskih plemen, ki se zdaj skupaj imenujejo Mauri (kasneje Mavri) kot generični izraz za »Berbere plemena v provinci Mavretaniji«.

### Pretorska prefektura Afrike
Leta 533 je rimska vojska pod Belizarjem premagala Vandale. Aprila 534 je Justinijan objavil zakon o upravni organizaciji novo pridobljenih ozemelj. Kljub temu je Justinijan obnovil staro upravno razdelitev, vendar je generalnega guvernerja v Kartagini povzdignil na najvišji upravni položaj pretorijanskega prefekta, s čimer je končal tradicionalno podrejenost afriške škofije prefekturi Italije (takrat še pod oblastjo Ostrogotov).

### Afriški eksarhat
Cesar Mavricij je nekje med letoma 585 in 590 n. št. ustanovil urad eksarha, ki je združeval vrhovno civilno oblast pretorijanskega prefekta in vojaško oblast magister militum ter užival precejšnjo avtonomijo od Konstantinopla. Ustanovljena sta bila dva eksarhata, eden v Italiji s sedežem v Raveni (zato znan kot Ravenski eksarhat) in eden v Afriki s sedežem v Kartagini in je vključeval vse cesarske posesti v zahodnem Sredozemlju. Prvi afriški eksarh je bil patricij Genadij.
Cezarejska Mavretanija in Mauretania Sitifensis sta bili združeni v novo provinco Mauretania Prima, medtem ko je bila Tingiška Mavretanija, dejansko zmanjšana na mesto Septem, združena s citadelami španske obale (Spania) in Balearskih otokov v Mauretania Secunda. Afriški eksarh je imel v posesti Mavretanijo Secunda, ki je bila komaj kaj več kot majhna postojanka v južni Španiji, ki so jo oblegali Vizigoti.
Zadnje španske trdnjave so osvojili Vizigoti leta 624 našega štetja, s čimer se je Mauretanija Seconda nasproti Gibraltarja zmanjšala le na utrdbo Septem.

## Religija
Znano je, da je krščanstvo v Mavretaniji obstajalo že v 3. stoletju. Na teh območjih se je hitro razširil kljub razmeroma poznemu pojavu v regiji. Čeprav je bila sprejeta v urbanih območjih Cezarejske Mavretanije, je zaledje ohranilo romansko-berbersko vero.